# Projet français d'invasion du Royaume-Uni (1803-1805)
Pour les articles homonymes, voir Projet français d'invasion de l'Angleterre.
Troisième Coalition
Batailles
Batailles navales
- Rocher du Diamant (1805)
- Cap Finisterre (1805)
- îles Chausey (1805)
- Trafalgar (1805)
- Cap Ortegal (1805)

Campagne d'Allemagne (1805) : opérations en Bavière - Autriche - Moravie
- Donauwörth
- Wertingen
- Günzburg
- Haslach-Jungingen
- Memmingen
- Elchingen
- Nerenstetten
- Neresheim
- Ulm
- Ried
- Lambach
- Bodenbichl
- Steyr
- Amstetten
- Mariazell
- Dürenstein
- Hollabrunn (Schöngrabern)
- Wischau
- Austerlitz

Campagne d'Italie (1805) : Opérations en Italie du Nord
- Vérone
- Caldiero
- Forano
- Castelfranco Veneto

Invasion de Naples (1806)
- Gaète
- Campo Tenese
- Maida
- Lauria
- Maratea
- Amantea
- Mileto

Le projet français d'invasion du Royaume-Uni de 1803-1805 se déroule dans le cadre de la Troisième Coalition. Après la rupture de la paix d'Amiens en 1803, Napoléon réactive le vieux projet de débarquement en Grande-Bretagne, que la Révolution avait poursuivi par la création de l'Armée des côtes de l'Océan. Il crée le camp de Boulogne et rassemble des dizaines de milliers d'hommes dans le Pas-de-Calais. 

## Contexte
L'aspect naval de l'opération est le plus malaisé, avec la flotte britannique qui patrouille le détroit, et qui a essayé à plusieurs reprises de couler la flottille. Napoléon demande en 1805 au chef militaire du camp de Boulogne, Yves Le Coat de Saint-Haouen, qui a remplacé l'Amiral Bruix, mort de la tuberculose en mars 1805, de préparer la manœuvre de débarquement, qu'il détaille dans une lettre du 3 août 1805 au Ministre de la Marine. L'amiral Latouche-Tréville avait lui aussi travaillé sur le projet de débarquement avant sa mort en 1804. 

## Le plan de débarquement de Le Coat de Saint-Haouen

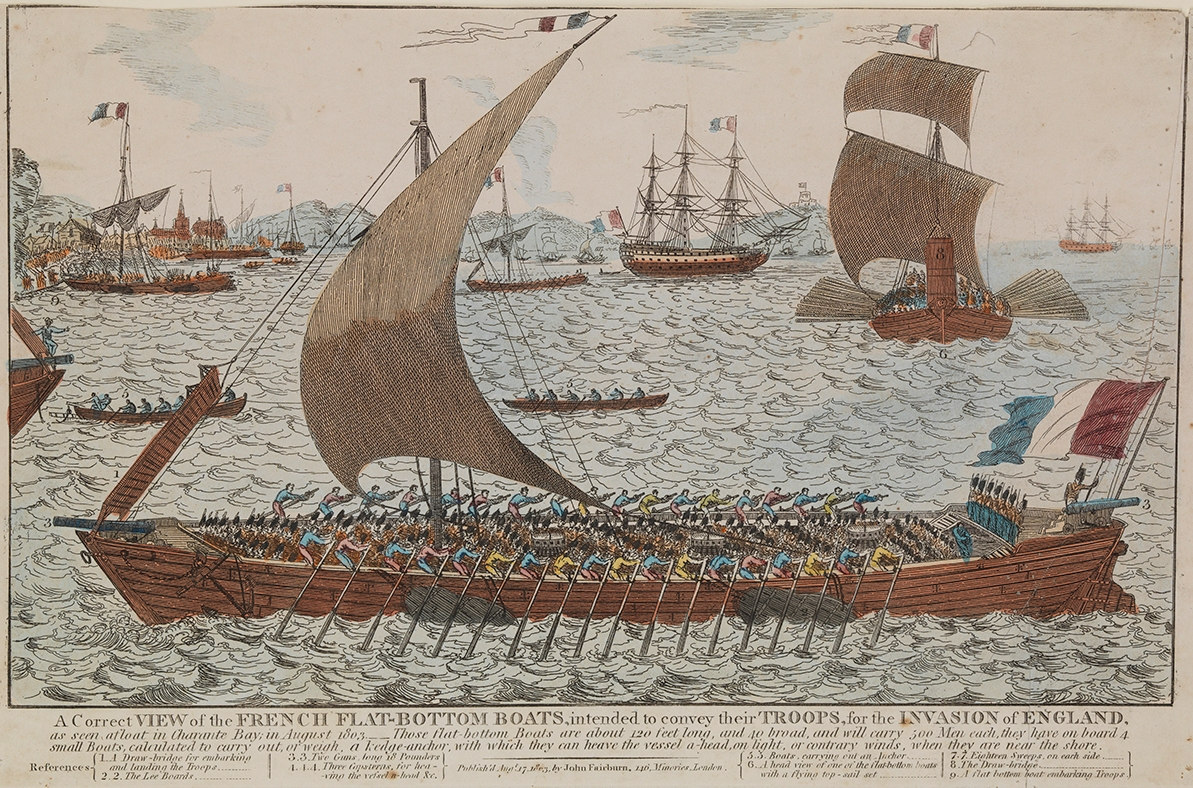
Vue d'artiste publiée à Londres des barques à fond plat prévues par le plan de débarquement au Royaume-Uni en 1803.

Saint-Haouen commence par faire remarquer à quel point la sortie du port de Boulogne se révèle complexe : il faut plusieurs marées hautes  pour faire sortir les mille bâtiments du port, et une fois dehors, se présente le risque qu'ils soient coulés par un fort vent d'ouest au nord-ouest, fréquent à Boulogne. 
Pour faire face au vent et réussir à sortir toute la flottille en deux marées, il propose de créer une large ligne d'embossage qui sortirait des ports de Boulogne, Wimereux et Ambleteuse. L'Empereur donnant l'ordre d'embarquer, les prames et les canonnières des 3 ports embarqueraient leurs troupes, puis remplaceraient les péniches et les canonnières qui formaient la ligne d'embossage protégeant le port à l'initiative de Saint-Haouen, qui elles-mêmes embarqueraient leurs troupes avant d'aller mouiller, l'embarquement achevé, derrière les canonnières en rade, ces dernières étant parties mouiller à une encablure plus au large pour laisser de l'espace aux nouvelles canonnières. À la marée suivante, les péniches et les canonnières du port sortiraient et, à leur vue, les canonnières en rade appareilleraient aussitôt. 

En cas de coup de vent, il était prévu que la flottille demeurât en rade, avant de repartir. Pour ne pas donner l'alerte à l'ennemi, les prames et canonnières de la ligne d'embossage devaient présenter deux câbles sur la même ancre, afin de paraître au mouillage, comme de coutume. La première ligne devait former un front de 1200 canons pour faire face aux Britanniques si besoin était. Comme d'autres marins, il croyait en effet fermement que la marine britannique ne pourrait rien contre la flottille une fois en mer. 

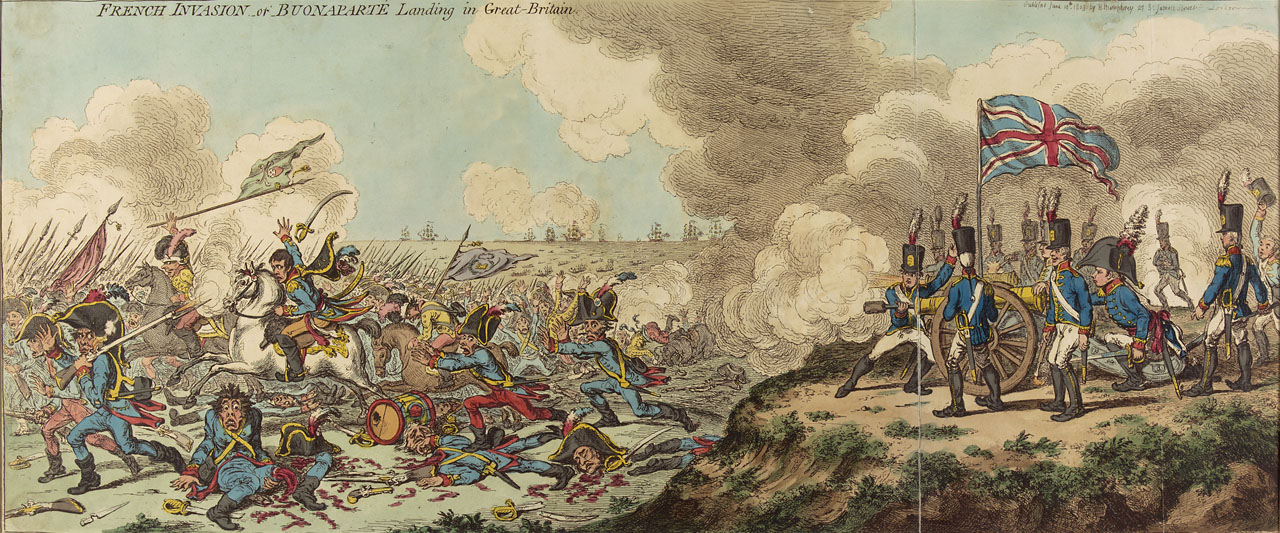
Caricature de James Gillray sur le destin supposé de l'invasion

## Conclusion
Avec la reprise des hostilités sur le continent et la défaite de Trafalgar, le débarquement n'eut jamais lieu, et l'armée de Boulogne devint la Grande Armée, mettant fin aux espoirs de Napoléon.